# 豊橋市二川宿本陣資料館
豊橋市二川宿本陣資料館（とよはししふたがわしゅくほんじんしりょうかん）は、愛知県豊橋市二川町字中町65番地にある公立博物館。

## 概要
大名が宿泊した本陣、庶民が宿泊した旅籠である旅籠屋「清明屋」、1991年（平成3年）竣工の資料館、別地点にある商家「駒屋」によって構成される。本陣の建物が現存しているのは、東海道では二川宿と草津宿だけである。1993年度（平成5年度）には第1回愛知まちなみ建築賞を受賞している。2015年（平成27年）には本陣などから約250メートル離れた場所にある商家「駒屋」の一般公開が開始された。これにより二川宿は、本陣・旅籠屋・商家の三つをまとめて見学できる日本で唯一の宿場町となった。

## 施設構成

### 本陣
文化4年（1807年）から明治までの約60年間、武田氏の家臣・馬場信春の子孫とされる馬場彦十郎が、二川宿の本陣職を務めた。宿駅制度の廃止後、1985年（昭和60年）まで馬場家の住居として存続した。その後、土地・建物が豊橋市に寄付され、本陣として最も整備されていた江戸時代末期の景観に再生された。1987年（昭和62年）11月、豊橋市の史跡に指定。
- 本陣

### 資料館
本陣の復元に伴って1991年（平成3年）には鉄筋コンクリート造の資料館が建設された。江戸時代の街道をテーマとし、「東海道」「二川宿」「本陣」の三つのコーナーからなる。
- 外観
- 外観

### 旅籠屋「清明屋」
本陣と隣接して旅籠屋「清明屋」がある。2001年（平成13年）2月、豊橋市指定有形文化財に指定された。2005年（平成17年）4月29日に一般公開が開始された。
- 旅籠屋「清明屋」の外観

### 商家「駒屋」
二川宿で商家を営むかたわら、問屋役や名主などを勤めた田村家の遺構として商家「駒屋」がある。2003年（平成15年）5月には主屋・土蔵など8棟の建物が豊橋市指定有形文化財に指定された。2015年（平成27年）11月1日より一般公開されている。
田村家の伝来資料などを展示している。展示空間のほか、雑貨屋やカフェが出店している。なお近隣には、分家の「西駒屋」（主屋と土蔵が国の登録有形文化財）、「東駒屋」があり、東西の駒屋は現在も営業している（みそ・しょうゆの醸造）。
- 商家「駒屋」
- 西駒屋
- 東駒屋

## 利用案内
- 毎週月曜日は休館（祝日または振替休日の場合はその翌平日）
- 開館時間は午前9時～午後5時（ただし入館は午後4時30分まで）